# Tom Udall
Thomas Stewart "Tom" Udall, född 18 maj 1948 i Tucson, Arizona, är en amerikansk demokratisk politiker. Han var ledamot av USA:s senat från New Mexico 2009–2021. Han är son till Stewart Udall, brorson till Mo Udall och kusin till Mark Udall.
Udall utexaminerades 1970 från Prescott College. Han studerade därefter juridik vid Universitetet i Cambridge. Udall fortsatte sedan sina studier vid University of New Mexico. Han var delstatens justitieminister (New Mexico Attorney General) 1991-1999.
Udall blev 1998 invald i USA:s representanthus. Även kusinen Mark Udall valdes till representanthuset för första gången i kongressvalet 1998. Tom Udall representerade New Mexicos tredje distrikt i representanthuset 1999-2009.
Efter fem mandatperioder i representanthuset blev Udall invald i senaten i kongressvalet i USA 2008. Samtidigt lyckades även kusinen Mark ta steget uppåt till senaten.
Den 25 mars 2019, meddelade Udall att han inte kommer att söka omval för en tredje mandatperiod i senaten år 2020.
Udall är gift med Jill Cooper och de har en vuxen dotter. Han är medlem av Jesu Kristi kyrka av sista dagars heliga. Fadern Stewart Udall var USA:s inrikesminister 1961-1969. 